# Église Sainte-Pauline du Vésinet
L'église Sainte-Pauline est une église catholique située au Vésinet, en France.

## Description

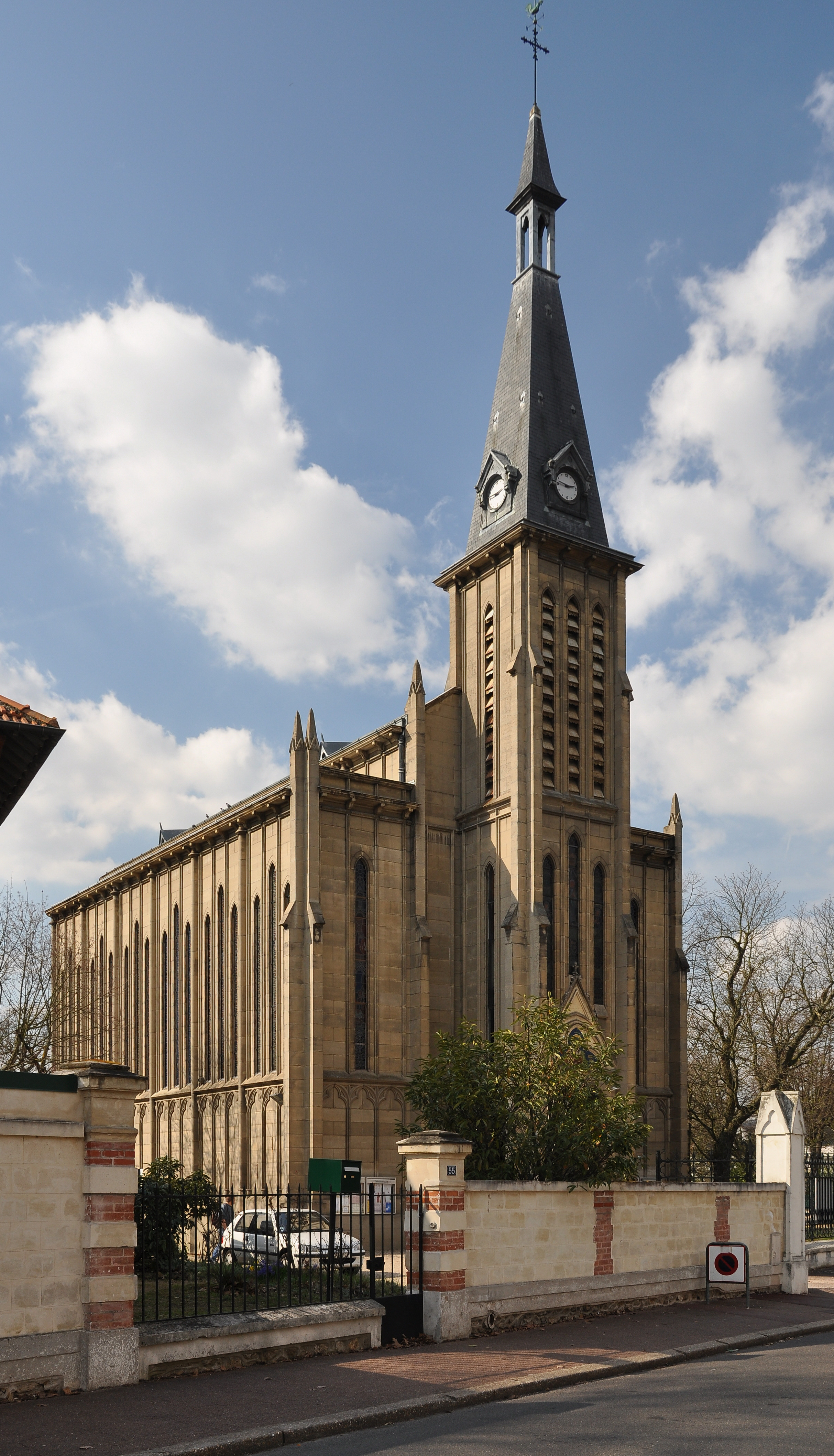
L'église Sainte-Pauline en 2009.

C'est un bâtiment de style néo-gothique conçu par l'architecte Alphonse Debeauve-Duplan (1871-1955). Les travaux furent exécutés par l'entreprise Genoni du Vésinet. 
Le matériau de construction est en ciment aggloméré selon le procédé d'Édouard Bérard, fait de blocs préalablement moulés puis goujonnés, et de voûtes en briques creuses. Le décor sculpté et les chapiteaux sont dus au sculpteur Henri Blampain. La ferronnerie a été exécutée par la maison Duhamel.  Les verrières d'origines étaient d'Édouard Moyse.
La verrière dans l'axe du chœur fut remplacée en 1947 En 1971, le chœur fut transformé par l'architecte Dominique Denis. Le maître-verrier André Ripeau fut chargé des vitraux de la nef.

## Historique

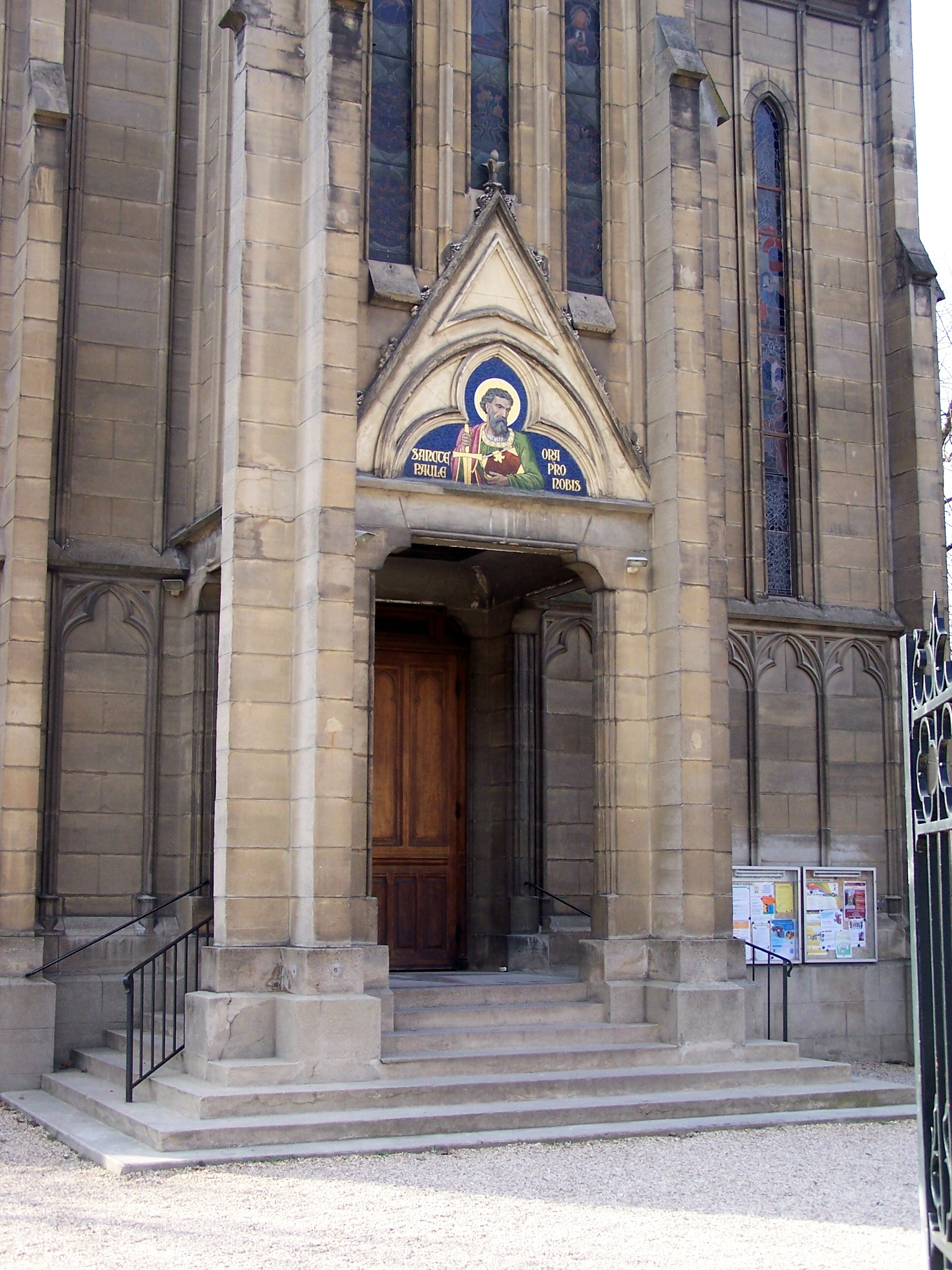
Le porche de l'église.

Elle fut construite sur une propriété offerte en 1911 à l'évêché de Versailles par Adèle Chardron, en souvenir de son mari Joseph Armand Chardon, secrétaire général de plusieurs sociétés, bienfaiteur de la commune, décédé en 1905.
Sa dédicace est à la mémoire de leur fille Pauline, décédée en 1886 à l'âge de 20 ans, et représentée avec ses parents sur le grand vitrail dominant l'autel, et qui fut détruit lors du bombardement de 1944.
La consécration eut lieu le 13 juillet 1913, par Charles Gibier, évêque de Versailles, qui fixa au 26 janvier, fête de Sainte Paule, la fête patronale de la chapelle.
Dépendant tout d'abord de la paroisse Sainte-Marguerite, elle devint une paroisse le 15 janvier 1919, par une ordonnance du 27 décembre 1918.